# Шалль, Эккехард
Эккерхард Шалль (нем. Ekkehard Schall; 29 мая 1930, Магдебург, — 3 сентября 2005, Букков) — немецкий актёр театра и кино и театральный режиссёр. Считался одним из лучших брехтовских актёров.

## Биография
Эккерхард Шалль родился в Магдебурге, после Второй мировой войны вошедшем в состав ГДР. Ещё в школьные годы Шалль увлёкся театром и в 1946—1948 годах учился в театральной студии в родном городе. В 1947 году дебютировал на сцене; в 1948—1951 годах был актёром Драматического театра во Франкфурте-на-Одере.
В 1952 году Шалль навсегда связал свою судьбу с театром «Берлинер ансамбль». В том же году был введён на роль Эйлифа в легендарном спектакле «Мамаша Кураж и её дети» Бертольта Брехта и Эриха Энгеля. В этой роли особенно запомнился московским и ленинградским театралам во время гастролей «Берлинер ансамбль» в СССР в 1957 году — критики подробно описывали его воинственный танец, ставший одной из кульминаций спектакля. «Он несется в своём танце, — писал Ю. Юзовский, — безумный, безудержный, он и в самом деле кажется несколько помешанным (и, пожалуй, это ему нужно, чтобы выдержать давление своей кровавой миссии), — несётся бездушная машина войны, „мясорубка“ войны… И зритель уже полон захватывающих его ассоциаций — да, в самом деле, это олицетворённая в одной фигуре военщина, да ещё особенная, германская, прусская, пруссаческая…»
Широкую известность Эккерхарду Шаллю принесла роль Артуро Уи в спекатакле, поставленном в 1959 году Манфредом Веквертом и Петером Паличем и удостоенном в том же году Национальной премии ГДР. С этого времени Шалль был одним из ведущих актёров «Берлинер ансамбль»; среди лучших его ролей — Кориолан в одноимённой трагедии У. Шекспира, Роберт Оппенгеймер в «Деле Оппенгеймера» Х. Кипхардта, Галилей в «Жизни Галилея» Б. Брехта. В 1968 году «Берлинер ансамбль» привозил на гастроли в СССР «Карьеру Артуро Уи» и «Кориолана»; на российской сцене в то время уже существовал свой блистательный Артуро Уи — Евгений Лебедев, и Шалль в этой роли убедил не всех. По поводу же его Кориолана, Павел Марков отмечал, что Шалль пользуется приёмом «очуждения» чаще, чем его партнёрша по спектаклю Елена Вайгель: «Его больше тянет посмотреть на образ как бы со стороны, но это стремление не мешает ему схватить самое зерно образа. Он не только дает „портрет“ Кориолана в самых разных ракурсах, показывая его с разных точек зрения и в разных позициях, он раскрывает одновременно постыдную биографию человека…».
В кинематографе Шалль дебютировал ещё в 1957 году, однако, снявшись в течение двух лет в пяти фильмах, в дальнейшем снимался очень редко, отдавая предпочтение театру. Но многие спектакли «Берлинер ансамбль» с его участием, начиная с «Мамаши Кураж», были увековечены на киноплёнке.
В 1974 году Шалль дебютировал в качестве режиссёра, поставив в «Берлинер ансамбль» раннюю пьесу Брехта «Жизнь Эдуарда II Английского». В 1977 году, когда театр в качестве интенданта возглавил Векверт, Шалль стал заместителем интенданта. В 1991 году, в связи с переменами, произошедшими в стране и в театре (вынужденной отставкой Векверта), Шалль удалился в частную жизнь, занялся литературным трудом, время от времени выступал с литературными программами.
Эккехард Шалль был женат на дочери Брехта и Елены Вайгель Барбаре Брехт, актрисе (выступала под сценическим псевдонимом Барбара Берг) и художнике по костюмам. Из двух дочерей, родившихся в браке, старшая, Йоханна Шалль, стала актрисой, младшая, Йенни Шалль, художником по костюмам.
Актёр умер в Буккове под Бранденбургом, где жил в последние годы, и был похоронен на Доротеенштадтском кладбище в Берлине.

## Творчество

### Актёрские работы в театре
- 1952 — «Мамаша Кураж и её дети» Б. Брехта. Постановка Б. Брехта и Э. Энгеля — Эйлиф
- 1952 — «Винтовки Тересы Каррар» Б. Брехта. Постановка Эгона Монка — Хозе
- 1955 — «Зимняя битва» И. Бехера. Постановка Б. Брехта и М. Векверта — Хёрдер
- 1959 — «Карьера Артуро Уи» Б. Брехта. Постановка М. Векверта и П. Палича — Артуро Уи
- 1960 — «Фрау Флинц» (Frau Flinz) Х. Байерля. Постановка М. Векверта и П. Палича — Готлиб
- 1962 — «Дни Коммуны» Б. Брехта. Постановка М. Векверта и Й. Теншерта -
- 1964 — «Кориолан» У. Шекспира. Постановка М. Векверта и Й. Теншерта — Кориолан
- 1965 — «Дело Оппенгеймера» (In der Sache J. Robert Oppenheimer) Х. Кипхардта. Постановка М. Векверта — Оппенгеймер
- 1967 — «Сны Симоны Машар» Б. Брехта. Постановка М. Карге и М. Лангхофа
- 1971 — «Жизнь Галилея» Б. Брехта. Постановка Фритца Бенневитца.
- 1978 — «Галилео Галилей», на основе «датской» редакции «Жизни Галилея» Б. Брехта. Постановка М. Векверта и Й. Теншерта — Галилей
- 1978 — «Великий мир» (Großer Frieden) И. Бехера. Постановка М. Векверта и Й. Теншерта
- 1981 — «Турандот, или Конгресс обелителей» Б. Брехта. Постановка М. Векверта и Й. Теншерта
- 1985 — «Троил и Крессида» У. Шекспира. Постановка М. Векверта
- 1987 — «Закат эгоиста Фатцера» (Der Untergang des Egoisten Fatzer) Б. Брехта в редакции Х. Мюллера. Постановка М. Векверта — Фатцер

### Фильмография
- 1958 — Песня матросов / Das Lied der Matrosen
- 1962 — Иосиф и его братья / Josef und alle seine Brüder (телевизионный фильм) — Иосиф
- 1962 — Затворники Альтоны — Актёр
- 1965 — Волк среди волков / Wolf unter Wölfen — Динер Редер
- 1976 — В пыли звёзд — Шеф
- 1983 — Вагнер / Wagner (телесериал) — Лист